# Hörfunk und Fernsehen in der Sowjetunion
Der Artikel Hörfunk und Fernsehen in der Sowjetunion behandelt die Rundfunkgeschichte der UdSSR. Reguläre Hörfunksendungen gab es ab 1924, Fernsehsendungen ab 1934.

## Organisation
Zu Beginn lag die Organisation des Rundfunks überwiegend bei einer Aktiengesellschaft namens „Radio für alle“ (russisch Радио для всех), bald umbenannt in „Radiosendung“ (russisch Радиопередача). 1928 ging sie auf das Volkskommissariat für Post und Telegrafen über, 1931 auf dessen Radiokomitee, 1933 auf das Radiokomitee der Regierung, 1953 auf das neu geschaffene Kulturministerium und 1957 schließlich auf das Radio- und Fernsehkomitee beim Ministerrat – Gostelradio (russisch Гостелерадио). Langjähriger Vorsitzender war von 1970 bis 1985 Sergei Lapin. 1991 wurde Gostelradio zum Unionsweiten Staatlichen Fernseh- und Radio-Unternehmen (russisch Всесоюзная государственная телерадиокомпания).
Die Sowjetunion war in den Organisationen OIRT (Intervision) und Intersputnik vertreten.
Nachfolger des Unionsweiten Staatlichen Fernseh- und Radio-Unternehmens war von Ende 1991 bis 1995 das Russländische Staatliche Fernseh- und Radio-Unternehmen Ostankino, das letztlich in dem 1990 gegründeten Russlandweiten Staatlichen Fernseh- und Radio-Unternehmen WGTRK aufging.

## Hörfunk

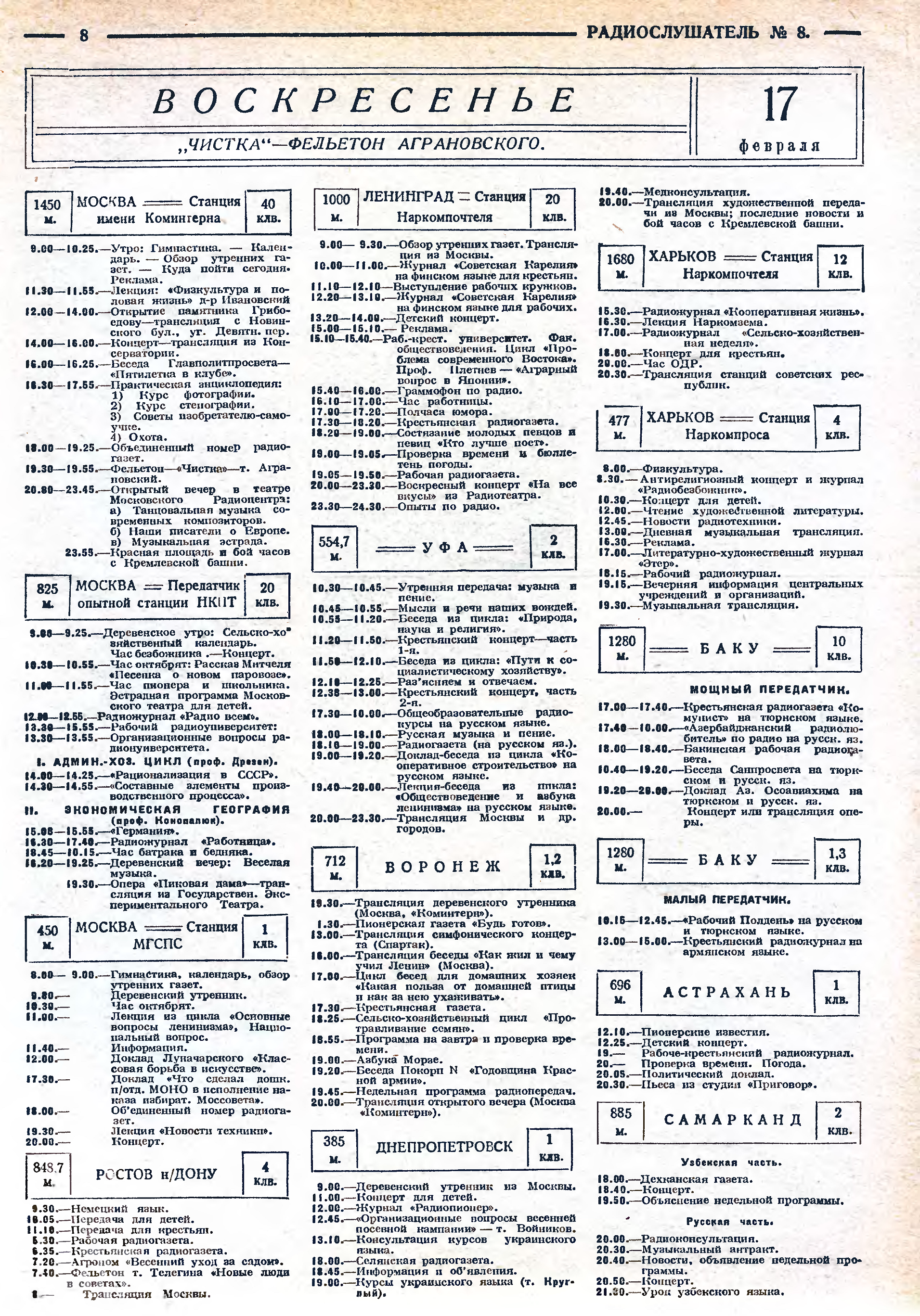
Radioprogramm, 1929

Am 7. November 1922 wurde in Moskau der Langwellen-Sender namens „Komintern“ eröffnet (Rufzeichen RA-1, später RW-1; Wosnessenskaja-, heute Radio-Straße). Am 12. Oktober 1924 nahm die Moskauer Gewerkschaftsvereinigung MGSPS reguläre Hörfunksendungen über den angemieteten Militär-Sender „Popow“ (Lage Sokolniki) auf, abgelöst am 22. Januar 1925 durch einen MGSPS-eigenen Sender auf Mittelwelle (Rufzeichen RA-2; Lage Haus der Gewerkschaften). Am 23. November 1924 begann die Nachrichtenagentur ROSTA (später TASS) über den Komintern-Sender mit der Verbreitung aktueller Meldungen für die Allgemeinheit in ihrer Radiozeitung. Rechtsgrundlage für den Senderbetrieb war eine Bestimmung von 1923, Rechtsgrundlage für den Empfang eine Bestimmung vom 28. Juli 1924, die auch eine Gebühr vorsah (die Empfangsgebühr wurde 1962 abgeschafft).
In der Folge begann die Gesellschaft Radioperedatscha mit dem Betrieb von Sendern im ganzen Land; daneben gab es Sender verschiedener Behörden, der Gesellschaft der Radioamateure sowie (insbesondere in Moskau und Leningrad) von Gewerkschaften. Gesendet wurden aktuelle Meldungen in Form der Radiozeitungen (1932 ersetzt durch Nachrichten), Vorträge und Konzerte. Erstes Hörspiel war 1925 „Ein Abend bei Marija Wolkonskaja“ zum 100. Jahrestag des Dekabristen-Aufstands. 1927 wurde der Komintern-Sender mit höherer Leistung (40 kW) auf den Schuchow-Radioturm (Schabolowka-Straße) verlegt. Anfang 1928 waren in der Sowjetunion über 60 Sender in Betrieb, drei Viertel davon im europäischen Teil des Landes. Neben der drahtlosen Verbreitung wurde Drahtfunk genutzt (russisch проводное вещание; радиотрансляционная сеть, РТС).
Mitte 1928 wurde die Gesellschaft Radioperedatscha aufgelöst und ihre Zuständigkeit auf das Postministerium übertragen. Am 29. Oktober 1929 begann der regelmäßige Sendebetrieb des Auslandsdienstes Radio Moskau (russisch Московское радио) über den im selben Jahr eröffneten 100-kW-Gewerkschaftssender WZSPS (Rufzeichen RW-49; Lage Schtscholkowo), zunächst auf Deutsch, Englisch und Französisch. 1933 erhielt der Komintern-Sender seinen dritten Standort in Lage Elektrostal (500 kW). Zum bekanntesten Sprecher des sowjetischen Radios wurde Juri Lewitan, der auch in den Jahren der kriegsbedingten Evakuierung des Rundfunks aus Moskau seine Ansagen mit den Worten begann: „Achtung, es spricht Moskau!“ (russisch Внимание, говорит Москва!). Die Frontberichterstattung lag überwiegend beim Sowjetischen Informationsbüro.
Pausenzeichen war ab 1939 im Inlands- wie Auslandsdienst „Weit ist mein Heimatland“ (russisch Широка страна моя родная) von Isaak Dunajewski.
1947 wurden ein drittes Programm des Unionsweiten Radios (russisch Всесоюзное радио, ВР) eingerichtet, 1960 ein viertes, und ab 1963 folgten als fünftes Programm Sendungen für Bürger auf See (aus Wladiwostok, Odessa und Murmansk) und im Ausland (Radio Rodina). 1964 erhielt das zweite Programm als Musikprogramm den Namen „Majak“ (russisch Маяк ‚Leuchtturm‘). UKW-Ausstrahlung erfolgte im OIRT-Band. Die Unionsrepubliken begannen, neben ihrem ersten Programm, das in weiten Teilen aus Moskau übernommen wurde, zweite Programme in der Sprache der jeweiligen Republik einzurichten, die teilweise ebenfalls eigene Namen erhielten. Ab 1962 wurde über das erste Programm zeitweise die Jugendwelle „Junost“ ausgestrahlt (ähnlich wie DT64 in der DDR anfangs ohne eigene Frequenz). Ab den 1970er-Jahren wurde das erste Programm zeitversetzt in mehreren Versionen über das Orbita-System verbreitet. Infolge von Glasnost und Perestroika starteten 1989/90 die ersten nichtstaatlichen Hörfunkprogramme (Jugendradio M-1 in Vilnius, Informationsradio Echo Moskwy).
In Russland werden nach 1991 die Programme 1 (Radio-1, bis 2010), 2 (Majak) und 4 (Radio Orfei) fortgeführt; Junost erhält eine eigene Frequenz (bis 2014). Bereits am 10. Dezember 1990 war Radio Rossii gestartet.

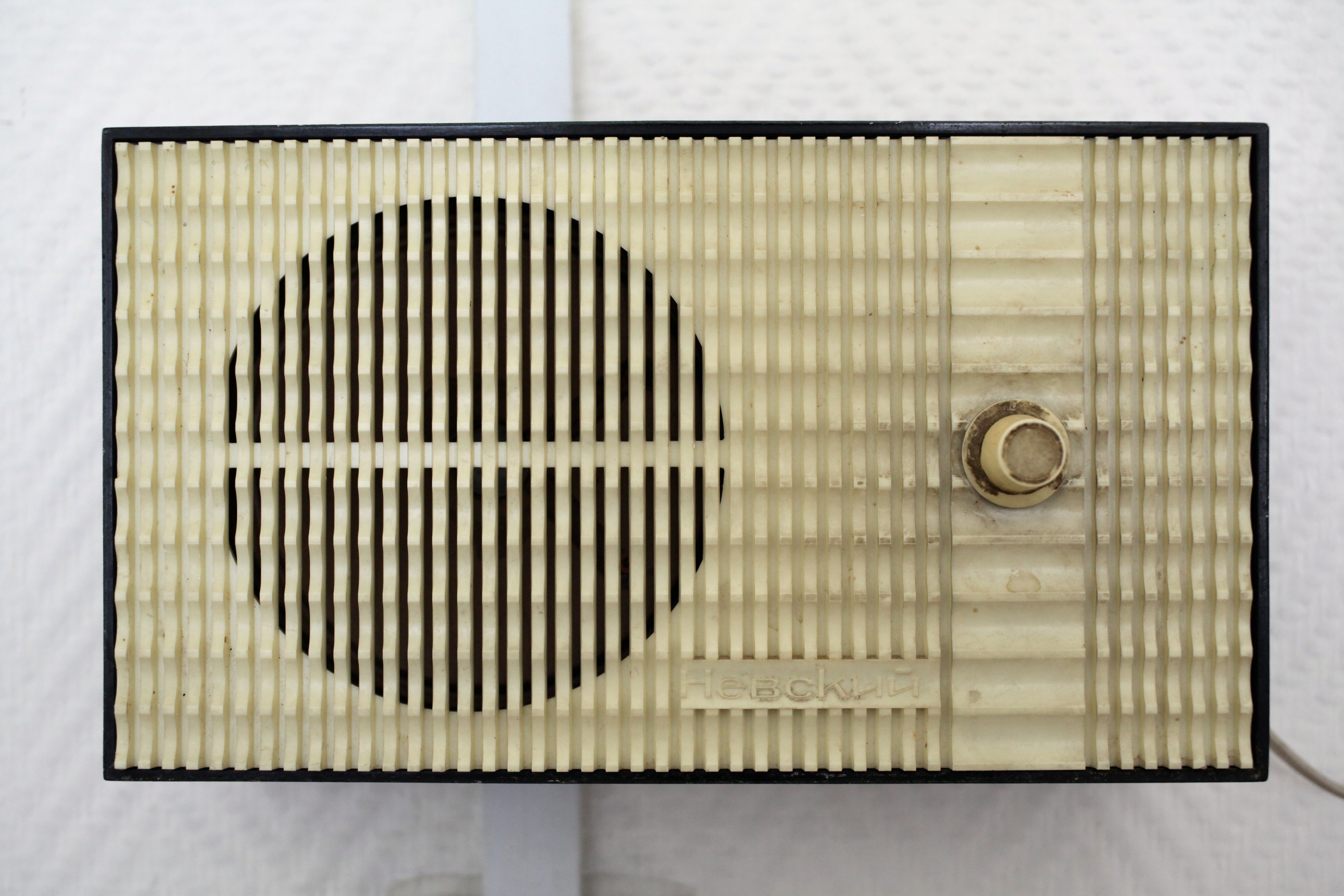
Festinstalliertes kabelgespeistes radio totschku der Marke 'Newski'

### Nutzung
In vielen Neubauwohnungen der Sowjetunion gab es festinstallierte Radioapparate (Radio Totschki Радио точки „Radiopunkte“) mit drei über Kabel übertragenen Kanälen, typischerweise Komsomol, ein nationales Rundfunkprogramm wie Radio Majak und Stadtverwaltung; das Programm begann um 6 Uhr morgens mit dem Gruß Govorit Moskwa („Hier spricht Moskau“) und lief bis Mitternacht, an Feiertagen auch bis drei Uhr morgens.

### Programmansagen
in den Sprachen der Unionsrepubliken:
| Republik               | Entsprechung zu „Говорит Москва“                                                                          | 2. Programm                                 |
| ---------------------- | --- | ------------------------------------------- |
| Estnische SSR          | Siin Tallinn ‚Hier ist Tallinn‘                                                                           | Vikerraadio ‚Regenbogenradio‘               |
| Lettische SSR          | Runā Rīga ‚Es spricht Riga‘                                                                               |                                             |
| Litauische SSR         | Kalba Vilnius ‚Es spricht Wilna‘                                                                          |                                             |
| Belarussische SSR      | Гаворыць Мінск Havorycʹ Minsk ‚Es spricht Minsk‘                                                          | Крыніца Krynica ‚Quelle‘                    |
| Ukrainische SSR        | Говорить Київ Hovorytʹ Kyïv ‚Es spricht Kiew‘                                                             | Промінь Prominʹ ‚Strahl‘                    |
| Moldauische SSR        | Аичь есте постул де радио Кишинэу Aičʹ este postul de radio Kišinėu ‚Hier ist die Radiostation Kischinau‘ | Лучафэрул Lučafėrul ‚Der (Abend-)Stern‘     |
| Georgische SSR         | ლაპარაკობს თბილისი Laparakobs T̕bilisi ‚Es spricht Tiflis‘                                                 | მთაწმინდა Mtazminda, Berg in Tiflis         |
| Armenische SSR         | Երևանն է խոսում Ere︠w︡ann ê xosowm ‚Es spricht Jerewan‘                                                     | Ծիածան Ziazan ‚Regenbogen‘                  |
| Aserbaidschanische SSR | Данышыр Бакы Danyšyr Baky ‚Es spricht Baku‘                                                               | Араз Araz, Fluss und Ebene in Aserbaidschan |
| Turkmenische SSR       | Геплейәр Ашхабад Geplejär Ašhabad ‚Es spricht Aschchabad‘                                                 |                                             |
| Usbekische SSR         | Тошкентдан гапирамиз Toškentdan gapiramiz ‚Wir sprechen aus Taschkent‘                                    |                                             |
| Kasachische SSR        | Алматыдан сөйлеп тұрмыз Almatydan sölel tūrmyz ‚Wir sprechen aus Almaty‘                                  | Шалқар Šalķar ‚Weite‘                       |
| Kirgisische SSR        | Фрунзеден сүйлөйбүз Frunzeden süjlöjbüz ‚Wir sprechen aus Frunse‘                                         |                                             |
| Tadschikische SSR      | Инҷо Душанбе Inǵo Dušanbe ‚Hier ist Duschanbe‘                                                            |                                             |

## Fernsehen

Testbild, 1949

Mechanisches Fernsehen begann versuchsweise 1931, regulär 1934. 1935 waren in Moskau zwei 100-kW-Sender im Einsatz: RZS (Radio-Zentrum Satischje) für das Bild, der Gewerkschaftssender WZSPS für den Ton. Mit Einführung des elektronischen Fernsehens wurden 1938 Fernsehzentren in Moskau (Schabolowka) und Leningrad (Aptekarski-Insel) eingerichtet. Während des Zweiten Weltkrieges gab es kein Fernsehen, erst 1945 wieder. 1956 startete ein zweites (Moskauer) Programm.
Von 1949 bis 1951 und ab 1957 wurde das Fernsehen vom Radio getrennt; die Bezeichnung lautete nun Zentrales Fernsehen (russisch Центральное телевидение, ЦТ). 1965 begann ein Bildungskanal, 1967 ein viertes Programm, 1968 die Hauptnachrichtensendung Wremja (russisch Время ‚Zeit‘). Ab 1971 wurde das erste Programm zeitversetzt in mehreren Versionen über das Orbita-System verbreitet. Zwischen 1967 und 1977 wurde das Farbfernsehen eingeführt (Secam). In mehreren Sendungen wurden Sennheiser MD 441-Mikrofone verwendet. In Moskau startete 1980 anlässlich der Olympischen Spiele ein Ereigniskanal.
1982 erfolgte eine Umstrukturierung: das vierte Programm wurde zum zweiten (nun als „Dubl“ ebenfalls zeitversetzt verbreitet), das dritte wurde ein Regionalprogramm (auch mit eigenen Programmen für die Unionsrepubliken), der Bildungskanal wurde als viertes Programm fortgeführt. Das Leningrader Regionalprogramm war nun auch in Moskau zu empfangen. 1989 teilte sich das Moskauer Programm die Sendezeit mit dem ersten kommerziellen Kanal 2×2.
In Russland wird nach 1991 das erste Programm als 1. Kanal Ostankino (ab 1995 Perwy kanal) fortgesetzt, das zweite als Rossija 1, das Moskauer Programm 1997 als TWZ und das vierte 1994 als NTW.

## Frequenzen für Moskau
Mitte der 1980er-Jahre
| kHz           | Programm                              | Senderstandort     |
| ------------- | ------------------------------------- | ------------------ |
| 173           | 1. Programm                           | Lage Noginsk       |
| 200           | Radio Majak                           | Noginsk            |
| 263           | 1. Programm (→ Радио России)          | Lage Taldom        |
| 549           | Radio Majak                           | Lage Schtscholkowo |
| 612           | Radio Majak                           | Noginsk            |
| 738           | 4. Programm                           | ?                  |
| 846           | Moskau-Oblast                         | Noginsk            |
| 873           | 3. Programm (→ Радио России)          | ?                  |
| 918           | Radio Moskau (englisch)               | ?                  |
| 1.116         | Moskau-Stadt                          | ?                  |
| 1.359         | Moskau-Stadt; 4. Programm             | Schtscholkowo      |
| 49.750 (R1)   | TV: 1. Programm (→ Первый канал)      | Lage Ostankino     |
| 66.440        | Moskau-Oblast                         | Ostankino          |
| 67.220        | Radio Majak                           | Ostankino          |
| 68.840        | 3. Programm (→ Радиостанция Юность)   | Ostankino          |
| 69.800        | Moskau-Stadt                          | Ostankino          |
| 72.140        | 4. Programm                           | Ostankino          |
| 72.920        | 1. Programm                           | Ostankino          |
| 77.250 (R3)   | TV: Moskauer Programm (→ ТВЦ)         | Ostankino          |
| 175.250 (R6)  | TV: Ereigniskanal (→ ТВ-6)            | Ostankino          |
| 191.250 (R8)  | TV: 4. Programm (→ НТВ)               | Ostankino          |
| 215.250 (R11) | TV: 2. Programm (→ Россия 1)          | Ostankino          |
| 567.250 (E33) | TV: Leningrader Programm (→ Россия К) | Ostankino          |

## Rundfunkpresse
- Радиолюбитель (1924–1930)
- Радио всем (1925–1930)
- Радиофронт (1930–1941)
- Радиопрограммы (1946–1963; 1960)
- Радио (1946–)
- Советское радио и телевидение (1952–1970)
- Телевидение и радиовещание (1970–1990; ISSN 0131-694X)
- Говорит и показывает Москва (1973–1990)